# Gabón en los Juegos Olímpicos de Tokio 2020
Gabón estuvo representado en los Juegos Olímpicos de Tokio 2020 por cinco deportistas, tres hombres y dos mujeres, que compitieron en cuatro deportes.
Los portadores de la bandera en la ceremonia de apertura fueron el practicante de taekwondo Anthony Obame y la nadadora Aya Girard de Langlade Mpali. El equipo olímpico gabonés no obtuvo ninguna medalla en estos Juegos.